# إرديم غول
إرديم غول (من مواليد 1967 في غيرسون)، سياسي تركي يشغل منصب عمدة جزر الأمراء منذ عام 2019. كان رئيسًا لمكتب أنقرة لصحيفة جمهوريت العلمانية التركية بين عامي 2010 و2018. قبض عليه في نوفمبر 2015 على خلفية نشر صحيفته لقطات تكشف قيام جهاز المخابرات الوطنية التركية بإرسال أسلحة إلى المقاتلين الإسلاميين السوريين. أطلق سراحه بعد 92 يومًا بقرار «الانتهاك الصحيح» الصادر عن المحكمة الدستورية.  محكمة الاستئناف الجنائية الرابعة عشرة في إسطنبول لجول، التي لا تزال محاكمتها مستمرة في انتظار المحاكمة. برأته المحكمة الجنائية الكبرى.

## حياته
درس غول الصحافة في جامعة غازي. بدأ حياته المهنية في وكالة أنباء أنكا عام 1992، حيث راقب صعود حركة ملي كوروش التي يتزعمها نجم الدين أربكان منذ الانتخابات المحلية عام 1994، حيث فاز حزب الرفاه الذي يتزعمه أربكان بمنصب عمدة كل من أنقرة واسطنبول. وفي عام 2010، أصبح مراسلًا برلمانيًا لصحيفة جمهوريت.
في نوفمبر 2015، حصلت صحيفة جمهوريت على جائزة مراسلون بلا حدود لعام 2015 عن "صحافتها المستقلة والشجاعة".
بصفته مرشح حزب الشعب الجمهوري في الانتخابات المحلية لعام 2019 ، انتخب رئيسًا لبلدية جزر الأمراء وتولى منصبه في 4 أبريل 2019.

## الجوائز
- جائزة لجنة التحكيم الخاصة لجوائز متين جوكتيبي للصحافة (2016)
- جائزة مؤسسة الديمقراطية الاجتماعية وحقوق الإنسان والديمقراطية والسلام والتضامن (2015)
- جائزة نادي الصحافة السويدي لحرية الرأي (2016) [9]
- المركز الأوروبي لحرية الصحافة والإعلام (ECPMF) جائزة حرية الصحافة ومستقبل الإعلام (2016) [10]
- اتحاد الكتاب العالميين (PEN) جائزة ألمانيا هيرمان كيستن [11]